# Садмалиев, Захид Вахид оглы
Захид Вахид оглы Садмалиев (азерб. Sədməliyev Zahid Vahid oğlu; 21 июля 1984, Баку, Азербайджанская ССР) — азербайджанский дзюдоист, регбист, член национальной сборной Азербайджана по регби. На данный момент игрок регбийского клуба «Bakı Reqbi Klubu» из города Баку, в составе которого становился трёхкратным чемпионом Азербайджана.

## Биография
Захид Садмалиев родился 21 июля 1984 года в Баку. До 2004 года занимался дзюдо. С 2004 года начал заниматься регби. Был привлечен в молодёжную сборную Азербайджана. Первым тренером был Гурам Модабадзе, который является на данный момент главным тренером сборной Азербайджана. Занимался также под руководством Рагифа Гусейнли, играющего тренера сборной страны.
В 2002—2006 годах был студентом Азербайджанского Университета Кооперации. В 2006—2007 годах проходил военную службу в рядах Вооруженных Сил Азербайджана.

## Клубная карьера

### Азербайджан
С 2004 года, с небольшими перерывами, является неизменным игроком бакинского регбийского клуба «Bakı Reqbi Klubu», в котором выступает под № 14.

### Великобритания
Имеет также легионерский опыт выступления за шотландский клуб «Deeside Rugby Football Club», который выступал во втором дивизионе северо-восточной Шотландской лиги. В 2008—2009 годах провел в составе клуба 10 игр, за которые сделал 9 заносов. Команда заняла 4 место в чемпионате.

## Достижения

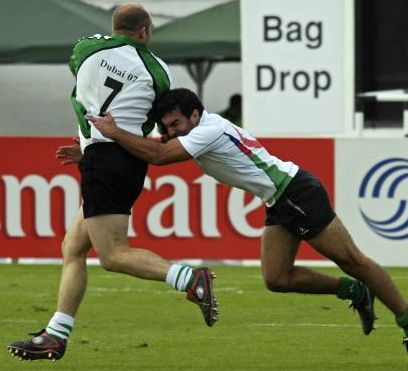
Во время международного турнира в Дубае

В 2004, 2005 и 2006 годах становился трёхкратным чемпионом Азербайджана в составе клуба «Bakı Reqbi Klubu».